# Bledius primitiarum
Bledius primitiarum är en skalbaggsart som beskrevs av Samuel Hubbard Scudder 1900. Bledius primitiarum ingår i släktet Bledius och familjen kortvingar. Inga underarter finns listade i Catalogue of Life.